# Petr Stehlík
Petr Stehlík (* 15. dubna 1977 Turnov, Československo) je český atlet specializující se na vrh koulí. Jako závodník AC Turnov však nastupoval i v dalších vrhačských disciplínách: hodu diskem, oštěpem i kladivem.

## Aktivní atlet
V roce 2004 reprezentoval na olympijských hrách v Athénách Českou republiku ve vrhu koulí a obsadil 12. místo. Na atletickém mítinku kategorie Super Grand Prix v Dauhá vybojoval výkonem 20,05 metru šesté místo a zároveň tak splnil B limit pro účast na olympijských hrách v Pekingu.

## Trenérská dráha
V roce 2011 začal trénovat a vytvořil skupinu českých reprezentantů vrhačů s dobrými výsledky. Ve skupině má v roce 2013 Ladislava Prášila, Martina Staška, Tomáše Staňka, Martina Nováka a další atlety.